# National Historic Event
Als englisch National Historic Event (deutsch „Nationales historisches Ereignis“) bzw. wegen der staatlichen kanadischen Zweisprachigkeit gleichberechtigt auch französisch Événements d’importance historique nationale (deutsch „Ereignisse von nationaler historischer Bedeutung“) werden in Kanada rund 500 Ereignisse ausgewiesen, die von nationaler historischer Bedeutung sind. Ausgezeichnet wird damit ein Ereignis, das eine „entscheidende Handlung, Episode, Bewegung oder Erfahrung in der kanadischen Geschichte darstellt“. Das Ereignis soll dabei mindestens 40 Jahre zurückliegen. Im Dezember 2022 listete die entsprechende Datenbank die Einträge für rund 500 Ereignisse.
Die entsprechenden Ereignisse werden vom Historic Sites and Monuments Board of Canada/Commission des lieux et monuments historiques du Canada (HSMBC) geprüft und dann dem zuständigen Bundesminister (aktuell dem Umweltminister) zur Auswahl vorgeschlagen. Rechtsgrundlage ist der „Historic Sites and Monuments Act“ (R.S.C., 1985, c. H-4). Bei der Auswahl und Würdigung geht es jedoch nicht nur um positive Aspekte der Geschichte. Da sich die Perspektiven und Interpretationen der Gesellschaft zur kanadischen Geschichte im Laufe des letzten Jahrhunderts stark verändert haben, befanden sich im Januar 2023 68 Ereignisse in der Überprüfung (Einträge mit dem Zusatz „This designation has been identified for review“). Grundlage einer Überprüfung ist ein von HSMBC erstelltes Dokument und wesentlich dabei die Betrachtung der Beziehung Kanadas zu den indigenen Völkern sowie das Engagement der Bundesregierung für die Wahrheitsfindung und Versöhnung. Überwiegend sind die Ereignisse dabei wegen „Colonial assumptions“ (Würdigungen im Zusammenhang mit kolonialen und religiösen Führern und ihren Handlungen sowie mit Siedlungs- und Nationenbildung aus einer allzu europäischen Perspektive) oder wegen „Controversial beliefs and behaviours“ (Würdigungen, insbesondere von Personen, die mit Ansichten, Handlungen und Aktivitäten in Verbindung gebracht werden, die von der heutigen Gesellschaft negativ beurteilt werden) in Überprüfung. Der Gedenkansatz beinhaltet auch die Anerkennung tragischer, kontroverser und beschämender Dimensionen der kanadischen Geschichte, wie beispielsweise der Komagata-Maru-Vorfall von 1914, die Internierung japanischstämmiger Kanadier während des Zweiten Weltkrieges oder die Halifax-Explosion.
Als erstes wurden am 30. Januar 1920 zwei Ereignisse zeitgleich als „nationale historische Ereignisse“ ausgezeichnet, das „Port Arthur National Historic Event“ und das „First Meeting of the Executive Council of Upper Canada National Historic Event“.
Die Abgrenzung zwischen einem historischen Ereignis und einer historischen Stätte ist dabei nicht immer unmittelbar nachvollziehbar. So ist der Wellandkanal ein nationales historisches Ereignis und der Rideau Canal ist eine nationale historische Stätte. Die Besitznahme des Nordufers des Eriesees für Frankreich durch zwei Sulpizianerpriester wurde nicht als Event geehrt, sondern die Stelle bei Port Dover in Ontario („Cliff Site National Historic Site of Canada“) als historische Stätte.
Neben den historischen Ereignissen werden auch historische Stätten (National Historic Site of Canada) und Personen (Persons of National Historic Significance) als von nationaler Bedeutung ausgewiesen.

## Liste von Ereignissen von nationaler historischer Bedeutung (Auszug)
| Name                                                                        | Beschreibung | Aufnahme      | Bemerkung |
| --------------------------------------------------------------------------- | --- | ------------- | --- |
| 1972 Summit Series                                                          | Die 1972 Summit Series war der erste Wettbewerb zwischen professionellen sowjetischen und kanadischen Eishockeyspielern. Die Serie ging über acht Spiele, wovon jeweils vier in Kanada und in der Sowjetunion ausgetragen wurden. | 18. Sep. 2012 | |
| Alaska Highway                                                              | Der Alaska Highway wird als wichtiges Zeichen der gemeinsamen nordamerikanischen Verteidigungsanstrengungen im Zweiten Weltkrieg gewürdigt. | 7. Juni 1954  | |
| Angriffe deutscher U-Boote auf Bell Island                                  | Die Angriffe im Jahr 1942 verstärkten die Zusammenarbeit zwischen Kanada und dem noch eigenständigen Neufundland während des Zweiten Weltkrieges. | 16. Aug. 2019 | |
| Ankunft und Ansiedlung ungarischstämmiger Einwanderer in Esterhazy          | Die ab etwa 1886 erfolgte Ansiedlung ungarischer Einwanderer im westlichen Kanada gilt als eines der frühesten Beispiele für ethnische Siedlungsgebiete im westlichen Kanada. Bis in die 1920er Jahre lebten mehr als zwei Drittel der ungarischen Kanadier in Saskatchewan. | 8. Juni 2007  | |
| Ankunft von Selkirks Siedlern                                               | 1812 ließ sich eine Gruppe von Siedlern, „Selkirks Settlers“, im Gebiet des heutigen Winnipeg nieder und errichteten damit die erste „britische“ Siedlung westlich der Großen Seen. | 4. Juni 1924  | |
| Asahi Baseball Team                                                         | Das Team aus Vancouver war ab 1914 eine herausragende Mannschaft und gewann mehrere Meisterschaften. Das Team bestand aus japanischstämmigen Kanadiern und war daher dem Rassismus der Zeit ausgesetzt. Es bestand bis 1941, als die Internierung japanischstämmiger Kanadier erfolgte, von der auch Mitglieder des Teams betroffen waren. | 26. Aug. 2008 | |
| Assiniboine Park and Zoo                                                    | Die Gründung von Park und Zoo im Jahr 1904 wird rückwirkend betrachtet als Herzstück eines innovativen und zukunftsweisenden Stadtparksystems gewürdigt. Sowohl Park als auch Zoo, heute der älteste noch bestehende Zoo in Kanada, zeugten von einem wachsenden Bewusstsein für die Bedeutung der Natur und ihres Schutzes. | 6. Juni 2016  | |
| „Ausländische Protestanten“                                                 | Die Ankunft „ausländischer Protestanten“ in Nova Scotia in der Zeit zwischen 1749 und 1756. Diese Protestanten bildeten in einem überwiegend katholischen Umfeld, als frühe deutschsprachige Einwanderergruppe, stabile und dauerhafte Gemeinschaften. | 19. Juli 2011 | |
| Bau des Trans-Canada Highway                                                | Der Bau des Trans-Canada Highways wurde für seine Bedeutung für die Mobilität der kanadischen Gesellschaft seiner Zeit sowie die Bedeutung für die Wirtschaft gewürdigt. | 21. Nov. 2014 | |
| British Commonwealth Air Training Plan                                      | Der BCATP wird, aus nationaler Sicht, als einer der wichtigsten Beiträge Kanadas zu den alliierten Kriegsanstrengungen im Zweiten Weltkrieg gewürdigt. | 31. Mai 1950  | |
| Cabots Ankunft in der Neuen Welt                                            | Am 24. Juni 1497 sichtete Giovanni Caboto (anglisiert: John Cabot) auf seiner zweite Entdeckungsreise die Küste von Neufundland. | 27. Mai 1958  | |
| Caisses Populaires                                                          | Aus den „Caisses Populaires“ (oder auch „Mouvement Desjardins“) entwickelte sich ab 1900 die erste Genossenschaftsbank in Nordamerika. | 23. Nov. 1984 | Alphonse Desjardins und seine Frau Dorimène Desjardins werden in Verbindung mit dieser Bewegung als „Persons of National Historic Significance“ gewürdigt.                                             |
| Calgary Stampede                                                            | 1912 als Veranstaltung zur Feier des ländlichen Erbes und der Viehzucht im Westen gegründet, ist es heute eines der größten und bekanntesten Rodeos der Welt. | 16. Jan. 2012 | |
| Canadian Raid on Dieppe                                                     | Dies war die erste großangelegte Militäroperation der Alliierten zur Befreiung Frankreichs, wobei die eingesetzten Truppen hauptsächlich aus Kanada stammten. Die Operation war ein Fehlschlag und von den rund 5000 eingesetzten kanadischen Soldaten fielen mehr als 800. | 15. Nov. 2000 | |
| Canol Road                                                                  | Die Canol Road war ursprünglich ein militärisches Projekt während des Zweiten Weltkriegs, bei dem es darum ging, eine Straße vom Ort Norman Wells nach Whitehorse zu führen um dann mit einer Pipeline die Ölfekder erschließen zu können | 13. Juni 1983 | |
| Cariboo Road                                                                | Die in den 1860er Jahren erbaute Straße, auch Cariboo Wagon Road oder Great North Road genannt, verband Yale mit Bakersfield und war die meistbefahrene von mehreren Routen zu den Cariboo-Goldfeldern. | 25. Mai 1923  | |
| Chinesische Baubeiter bei der Canadian Pacific Railway                      | Die Rolle der chinesischen Arbeiter beim Bau der Canadian Pacific Railway. | 6. Juni 1977  | |
| Deportation der Akadier                                                     | Die Deportation der Akadier der später als Nova Scotia bezeichneten Provinz durch die britische Regierung und die Streitkräfte ab 1755. | 10. Mai 1955  | 2011 ergänzt durch das Gedenken an die Deportation auf Prince Edward Island. |
| Der Komagata Maru-Vorfall von 1914                                          | Unter restriktiver Handhabung des rassistischen Einwanderungsgesetzes wird rund 300 Einwanderern, vielfach britische Bürger indischer Abstammung, an Bord der Komagata Maru die Einwanderung verweigert. | 7. Juli 2014  | |
| Die Dionne-Fünflinge                                                        | Geburt von Fünflingen im Jahr 1934. | 27. Feb. 2018 | |
| Die erste Reise ostwärts durch die Nordwestpassage                          | Zwischen 1940 und 1942 gelang dem Schoner St. Roch die erste Fahrt durch die Nordwestpassage in West-Ost-Richtung. | 20. Mai 1943  | 1962 wurde der Schoner zur „St. Roch National Historic Site of Canada“ erklärt. |
| Edwards v. Canada (Attorney General) („Person Case“)                        | Rechtsstreit, ob das Wort „Personen“ im Verfassungsgesetz von 1867, dem „British North America Act“, auch „weibliche Personen“ beinhaltet. | 1. Juni 1997  | |
| Einsatz von Soldaten afrikanischer Abstammung in kanadischen Milizeinheiten | Die freiwillige Meldung von Männern afrikanischer Abstammung zum Dienst in kanadischen Milizeinheiten und deren Einsatz während des Krieges von 1812 und der Folgezeit. | 7. Juli 2014  | |
| Erste Druckpresse in Kanada                                                 | Im September 1751 wurde von Bartholomew Green die erste Druckpresse in das spätere Kanada gebracht. Ab März 1752 wurde auf dieser Druckpresse, durch John Bushell, mit der „Halifax Gazette“ Kanadas erste Zeitung produziert. | 25. Mai 1923  | |
| Erste Eisenbahn in Kanada                                                   | Der 1836 eröffnete Abschnitt zwischen Saint-Jean-sur-Richelieu und La Prairie gilt als erste Eisenbahn in Kanada. | 15. Mai 1925  | |
| Erster Flug über die kanadischen Rocky Mountains                            | Am 7. August 1919 überflog Ernest Charles Hoy, in einer Curtiss Jenny aus Vancouver kommend, als erster Mensch die kanadischen Rocky Mountains und landete später in Lethbridge. | 1. Jan. 1961  | |
| Erster kontrollierter Motorflug in Kanada                                   | Am 23. Februar 1909 startete John Alexander Douglas McCurdy zum ersten kontrollierten Motorflug in Kanada. McCurdy startete mit einer AEA Silver Dart bei Baddeck vom Eis des Bras d’Or Lake zu einem Flug, der ihn etwa 800 Meter weit trug. | 28. Mai 1934  | |
| Erstes Treffen des „Executive Council of Upper Canada National“             | Das erste Treffen am 8. Juli 1792 vom John Graves Simcoe, dem ersten Vizegouverneur von Oberkanada, mit seinem Exekutivrat in der St. George’s Church in Kingston, nach dem Verfassungsgesetz von 1791. | 30. Jan. 1920 | Zeitgleich als erstes ausgezeichnetes Ereignis |
| Expo 67                                                                     | Die Ausstellung verdeutlichte die optimistische Einstellung vieler Menschen in Kanada und war die Hauptfeier der Hundertjahrfeier der Kanadischen Konföderation. | 27. Feb. 2018 | |
| Gefecht am Signal Hill                                                      | Gefecht am 15. September 1762 am Signal Hill zwischen britischen und französischen Einheiten, welches zum britischen Besitz der Insel Neufundland führte. | 25. Mai 1959  | |
| Grey Cup                                                                    | 1909 von Generalgouverneur Earl Grey gestiftet, würdigt das Ereignis des Grey Cup – Meisterschaftsspiel und Trophäe – welches national zu einem Symbol für sportliche Exzellenz und Einheit geworden ist. | 5. Nov. 2012  | |
| Gründung der Dominion Parks Branch                                          | Im Zusammenhang mit der Einrichtung der Nationalparks in den Rocky Mountains wurde eine dafür zuständige Verwaltung geschützter Orte geschaffen, die „Dominion Parks Branch“, aus welcher später „Parks Canada“ werden sollte. | 17. Mai 2011  | |
| Gründung der kanadischen Jugendherberge in Bragg Creek                      | Am 13. Mai 1933 wurde in Bragg Creek in der Provinz Alberta durch Privatleute ein Zeltlager eingerichtet, aus dem sich kurze Zeit später die erste kanadische Jugendherberge entwickelte und die die Keimzelle der kanadischen Jugendherbergsbewegung war. | 19. Juli 2011 | |
| Group of Seven                                                              | Erste Ausstellung dieser Gruppe von Landschaftsmalern im Jahr 1920 | 18. Mai 1974  | |
| Halifax-Explosion                                                           | Der französische Munitionsfrachter Mont Blanc explodierte am 6. Dezember 1917 in Halifax. Bei der Explosion wurden fast 2000 Menschen getötet. Es ist die weltweit größte unfallbedingte Explosion. | 2. Mai 2016   | |
| Indian Treaty Nº 1                                                          | Verträge zur Umsiedlung der „Indianer“ und der Sicherung des neugewonnenen Landes für die weiße Besiedlung. | 19. Mai 1927  | „This designation has been identified for review“ (ähnlich „Indian Treaty Nº 3 NHE“, „Indian Treaty Nº 6 NHE“ und „Indian Treaty of 1778 NHE“)                                                         |
| Internierung japanischstämmiger Kanadier                                    | Nach Ausbruch des Zweiten Weltkriegs erfolgte in Kanada die Internierung von Kanadiern japanischer Abstammung, da diese als potentielle Gefahr galten. In der Zeit von 1942 bis 1947 wurden mehr als 22.000 Menschen interniert | 23. Nov. 1984 | |
| Kanadas frühe Radiogeschichte                                               | Zwischen den späten 1910er und frühen 1930er Jahren veränderte die aufkommenden kommerziellen Rundfunkanstalten die Art und Weise, wie Kanadier Informationen und Unterhaltung konsumierten. Sie trugen damit zur Gestaltung des neuen öffentlichen Rundfunksystems bei. | 26. Juli 2019 | |
| Kanadische Arktisexpedition 1913–1918                                       | Die von Vilhjálmur Stefánsson geleitete Expedition (englisch Canadian Arctic Expedition 1913–1918) war die erste nationale bedeutende wissenschaftliche Forschungsreise im Norden Kanadas. | 15. Mai 1925  | |
| Kriegsbräute                                                                | Zwischen 1942 und 1948 kamen rund 48.000 Frauen mit ihren etwa 22.000 Kindern als Ehefrauen von kanadischen Soldaten, die diese in Übersee geheiratet hatten, hauptsächlich am Pier 21 in Halifax an. | 22. Sep. 1997 | |
| Konferenzen von Charlottetown und Québec 1864                               | Die beiden Konferenzen dienten zur Vorbereitung die künftigen Kanadischen Konföderation. | 7. Juli 2014  | |
| Küstenrettungsstation auf Sable Island                                      | Betrieb der Küstenrettungsstation auf Sable Island von 1801 bis 1958. | 28. Apr. 2021 | |
| Lachine-Stromschnellen                                                      | Dies Lachine-Stromschnellen bilden ein natürliches Hindernis im Sankt-Lorenz-Strom. Durch die von ihnen verursachte Behinderung des Warenverkehrs spielten sie, bis zur Eröffnung des Lachine-Kanals im Jahr 1825, eine entscheidende Rolle bei der Etablierung und Entwicklung Montreals als wichtiges Handelszentrum. | 19. Nov. 1982 | |
| Mackenzie-Papineau-Bataillon                                                | Das Mackenzie-Papineau-Bataillon war eine Einheit der Internationalen Brigaden, welche auf Seiten der republikanischen Streitkräften im spanischen Bürgerkrieg kämpfte und zu dem sich mehr als 1.500 Kanadier freiwillig meldeten | 17. Juni 1985 | |
| Nanaimo                                                                     | Um 1850 wurden bei Nanaimo Kohlevorkommen entdeckt und 1852 die erste kommerzielle Kohlemine in British Columbia errichtet. Die Entdeckung der Kohle und ihr Abbau leiteten eine Phase der Expansion im industriellen Leben der Provinz ein und führten zu einem deutlich erhöhten Wachstum der Wirtschaft. | 4. Juni 1924  | |
| No. 2 Construction Battalion, Canadian Expeditionary Force                  | Das 2. Baubataillon der Canadian Expeditionary Force (CEF), war das einzige aus farbigen Soldaten bestehende kanadische Bataillon, das im Ersten Weltkrieg diente. | 4. Juni 1992  | |
| Palliser-Expedition                                                         | Die Palliser-Expedition, offiziell die British North American Exploring Expedition, erkundete und untersuchte von 1857 bis 1860 das Gebiet westlich des Oberen Sees. Die Expedition wurde von John Palliser geleitet und war die erste detaillierte und wissenschaftliche Untersuchung dieser Region. | 3. Juni 1957  | |
| Postal Service                                                              | 1863 erfolgte durch Pedro da Silva eine erste Postzustellung von Montreal nach Quebec sowie durch Benjamin Franklin die Organisation eines offiziellen Postzustellsystems für Bürger in Kanada, aus dem sich dann Canada Post entwickelte. | 19. Mai 1927  | |
| Rast in Port Arthur                                                         | Die Rast von Garnet Wolseley's Streitkräften, welche im Jahr 1870 zur Niederschlagung der Red-River-Rebellion entsandt worden waren | 30. Jan. 1920 | Zeitgleich als erstes ausgezeichnetes Ereignis |
| Residential School-System                                                   | Als Teil einer negativen Assimilationspolitik, die den indigenen Völkern, ihren Familien und Gemeinschaften Schäden zufügte. | 5. Juni 2019  | |
| Sieg der HMS Shannon über die USS Chesapeake                                | Das Seegefecht war der erste wichtige Sieg eines britischen Schiffes über ein amerikanisches während des Krieges von 1812. | 15. Mai 1925  | |
| Skispringen am Mount Revelstoke                                             | Auf einer der frühesten dauerhaften Skisprungschanzen und der größten natürlichen Schanze in Kanada fanden internationale Wettkämpfe statt und wurden Weltrekorde aufgestellt. | 30. Sep. 2014 | |
| Stratford Festival                                                          | Seit der Gründung 1953 hat das Festival im Laufe der Jahre sein Repertoire erweitert und sich einen internationalen Ruf für seine herausragende Interpretation der Klassiker von William Shakespeare aufgebaut. Das Festival trug dazu bei, die Karrieren namhafter kanadischer Schauspieler und Regisseure voranzutreiben und förderte durch seine Initiativen zur Schulung von Theaterpersonal, vom Regisseur bis zum Techniker, gleichzeitig andere Theatergruppen in Kanada. | 27. Feb. 2018 | |
| Tackaberry Skates                                                           | Im Jahr 1905 fertigte der erfahrene Schuhmacher George E. Tackaberry einen langlebigen Hockeyschuh mit Innovationen wie einer veränderten Passform und der Nutzung eines anderen Leders. Das neue Design hielt dabei den Belastungen einer ganzen Saison, im Umfeld der zunehmenden Professionalisierung der Sportart, stand und erfreute sich zunehmender Beliebtheit bei den Eishockeyspielern.                                                                                | 23. Juni 2022 | |
| Töchter des Königs                                                          | Zwischen 1663 und 1673 staatlich geförderte Einwanderung von unverheirateten Frauen nach Neufrankreich, um das zahlenmäßige Ungleichgewicht zwischen Männern und Frauen auszugleichen. | 8. Juni 2007  | |
| Toronto Maple Leafs                                                         | Die Gründung der Mannschaft in Verbindung mit den gewonnenen Meisterschaften sowie der späteren Bedeutung der Mannschaft für den Eishockeysport führte zu dieser Würdigung. | 27. Feb. 2018 | |
| Transatlantik-Nonstopflug von Alcock und Brown                              | Der erste Transatlantik-Nonstopflug von West nach Ost durch Alcock und Brown am 14. Juni 1919. | 31. Mai 1950  | |
| Underground Railroad                                                        | Die Underground Railroad war ein Netzwerk, das auch in Kanada aktiv war, um versklavten Afroamerikanern aus den Vereinigten Staaten zur Flucht in die Freiheit zu verhelfen. | 15. Mai 1925  | Es wurde nicht nur das Ereignis als solches gewürdigt, sondern auch damit verbundene Personen („Persons of National Historic Significance“) oder Stätten („National Historic Sites“) wurden gewürdigt. |
| Universal Negro Improvement Association                                     | Die 1914 in Jamaika gegründete Organisation eröffnete 1919 in Montréal ihren ersten kanadischen Ableger und sollte den Rassenstolz fördern sowie die Aufmerksamkeit auf die schwarze Diaspora lenken. | 27. Feb. 2018 | |
| Versklavung von Afrikanern in Kanada                                        | Die Versklavung von Menschen afrikanischer Abstammung in Kanada unter französischer und britischer Herrschaft. | 23. Juli 2020 | |
| Voyageurs                                                                   | Gewürdigt wird damit die Rolle der Voyageurs bei der Erschließung des kanadischen Westens und Nordens. | 19. Mai 1936  | |
| Wellandkanal                                                                | Der Kanal fördert das Wachstum von Handel, Industrie und Städten rund um die Großen Seen. | 4. Juni 1924  | |
| White Pass & Yukon Route Railway                                            | Die 177 km lange Schmalspurbahn wurde zur Zeit des Klondike-Goldrauschs erbaut und 1900 fertiggestellt. Sie war über 80 Jahre lang das Herz des Yukon-Transportsystems. | 16. Juni 1986 | |
| Winnipeg Falcons                                                            | Mannschaft mit Spielern überwiegend isländischer Abstammung, welche die nationale Meisterschaft und die erste olympische Goldmedaille im Eishockey gewann. | 26. Juli 2019 | |
| Züchtung der Apfelsorte McIntosh                                            | Die Züchtung der Apfelsorte McIntosh, welche aufgrund der kurzen Vegetationszeit und der Kälteresistenz für das kontinentale kanadische Klima gut geeignet ist. | 28. Okt. 1999 | |